# Phytodietus varicolor
Phytodietus varicolor là một loài tò vò trong họ Ichneumonidae.